# Primitive Rhythm Machine
Primitive Rhythm Machine è un album registrato e pubblicato nel 1995 dalla band christian metal Mortification.

## Tracce
1. Primitive Rhythm Machine – 4:38
2. Mephibosheth – 3:47
3. Seen It All – 4:00
4. The True Essence Of Power – 3:35
5. Toxic Shock – 3:22
6. 40:31 – 4:10
7. Gut Wrench – 3:46
8. Confused Belief – 3:25
9. Providence – 4:24
10. Killing Evil – 0:22

## Formazione
- Steve Rowe - basso, voce
- Bill Rice - batteria, voce
- Jason Campbell - chitarra
- Dave Kellog - chitarra
- George Ochoa - chitarra
- Vett Roberts - voce